# Nitocris I
Nebetneferumut Nitocris I (hay Nitiqret) là một công chúa và là một nữ tư tế thuộc Vương triều thứ 26 trong lịch sử Ai Cập cổ đại. Bà giữ tước hiệu này trong hơn 70 năm, từ khoảng năm 655 TCN đến 585 TCN.

## Tiểu sử
Nitocris I là một người con gái của pharaon Psamtik I. Mẹ của công chúa là vương hậu Mehytenweskhet, con gái của Đại tư tế Ra Harsiese. Một người anh em ruột với Nitocris là Necho II, vua thứ ba của Vương triều thứ 26.
Trong những năm đầu trị vì, Psamtik đã phái một đội quân hùng mạnh đến Thebes, buộc công chúa Shepenupet II phải nhận Nitocris con gái ông làm người kế vị tước hiệu "Người vợ thần thánh của Amun", mặc dù bà đã truyền ngôi cho người cháu gái là công chúa Amenirdis II (con của pharaon Taharqa). Điều này đã tái diễn tương tự như khi vua Kashta đã gửi con mình là Amenirdis I cho Shepenupet I nhận nuôi, nhằm nắm quyền kiểm soát vùng Thebes.
Trong thời gian cai trị, công chúa được chứng thực ở nhiều nơi như Luxor, Karnak và Abydos. Khi tuổi đã cao, Nitocris lại truyền ngôi cho một người cháu gái, là công chúa Ankhnesneferibre (con của Psamtik II). Sau khi mất, bà được chôn cất tại Medinet Habu như các bậc tiền nhiệm. Quách đá của Nitocris sau đó được tái sử dụng dưới thời La Mã, hiện nằm ở Bảo tàng Cairo.

## Tấm bia Nhận nuôi
Tấm bia Nhận nuôi được tìm thấy vào năm 1897 bởi Georges Legrain tại Karnak và sau đó chuyển đến Bảo tàng Cairo. Tấm bia được làm bằng đá granite đỏ, kích thước 1,8 x 1,4 m. Theo những dòng ký tự khắc trên bia, vua Psamtik I ra chỉ dụ trước các quần thần rằng, ông muốn đưa con gái mình, tức Nitocris I, làm "Người vợ thần thánh của Amun". Psamtik cũng biết rằng, Shepenupet II, "Người vợ thần thánh" đương nhiệm, đã có một người thừa tước là Amenirdis II. Tuy nhiên, nhà vua đã buộc Shepenupet phải chấp nhận Nitocris là người kế vị của bà, thay thế vị trí của Amenirdis.
Vào khoảng năm 656 TCN, Nitocris I từ Sais đã xuôi dòng sông Nin đến Thebes để nhậm chức. Dẫn đầu đoàn thuyền này là đô đốc Sematawytefnakht, normach của vùng Heracleopolis Magna. Sau 16 ngày, đoàn thuyền đã cập bến Thebes, công chúa xuất hiện trong sự hoan nghênh của dân chúng. Cả Shepenupet và Amenirdis đều gặp mặt Nitocris và họ cũng đồng ý trao quyền cho công chúa. Mặc dù đã nắm quyền cai trị Thebes nhưng Psamtik vẫn không loại bỏ Shepenupet và Amenirdis, cũng như tước vị "Người vợ thần thánh của Amun".

## Sách tham khảo
- James Henry Breasted (1906), Ancient records of Egypt, quyển IV, Chicago: The University of Chicago Press